# Lijst van gouverneurs van Alaska

Zegel van de staat van Alaska

Dit is een lijst met gouverneurs van de Amerikaanse staat Alaska.

## District Gouverneurs
| Nr. | Gouverneur            | Termijn       | Termijn          | Partij               |
| Nr. | Gouverneur            | Start         | Einde            | Partij               |
| --- | --------------------- | ------------- | ---------------- | -------------------- |
| 1   | John Henry Kinkead    | 4 juli 1884   | 7 mei 1885       | Republikeinse Partij |
| 2   | Alfred Swineford      | 7 mei 1885    | 20 april 1889    | Democratische Partij |
| 3   | Lyman Enos Knapp      | 20 april 1889 | 18 juni 1893     | Republikeinse Partij |
| 4   | James Sheakley        | 18 juni 1893  | 18 juni 1897     | Democratische Partij |
| 5   | John Green Brady      | 18 juni 1897  | 2 maart 1906     | Republikeinse Partij |
| 6   | Wilford Bacon Hoggatt | 10 maart 1906 | 20 mei 1909      | Republikeinse Partij |
| 7   | Walter Eli Clark      | 20 mei 1909   | 24 augustus 1912 | Republikeinse Partij |

## Territoriale Gouverneurs
| Nr. | Gouverneur             | Termijn          | Termijn          | Partij               |
| Nr. | Gouverneur             | Start            | Einde            | Partij               |
| --- | ---------------------- | ---------------- | ---------------- | -------------------- |
| 1   | Walter Eli Clark       | 24 augustus 1912 | 21 mei 1913      | Republikeinse Partij |
| 2   | John Strong            | 21 mei 1913      | 12 april 1918    | Democratische Partij |
| 3   | Thomas Riggs           | 12 april 1918    | 16 juni 1921     | Democratische Partij |
| 4   | Scott Cordelle Bone    | 16 juni 1921     | 16 augustus 1925 | Republikeinse Partij |
| 5   | George Alexander Parks | 16 augustus 1925 | 19 april 1933    | Republikeinse Partij |
| 6   | John Weir Troy         | 19 april 1933    | 6 december 1939  | Democratische Partij |
| 7   | Ernest Gruening        | 6 december 1939  | 10 april 1953    | Democratische Partij |
| 8   | Frank Heintzleman      | 10 april 1953    | 3 januari 1957   | Republikeinse Partij |
| wnd | Waino Hendrickson      | 3 januari 1957   | 8 april 1957     | Republikeinse Partij |
| wnd | Mike Stepovich         | 8 april 1957     | 9 augustus 1958  | Republikeinse Partij |
| wnd | Waino Hendrickson      | 9 augustus 1958  | 3 januari 1959   | Republikeinse Partij |

## Gouverneurs van Alaska (1959–heden)
| Nr. | Gouverneur van Alaska Governor of Alaska | Gouverneur van Alaska Governor of Alaska | Gouverneur van Alaska Governor of Alaska | Ambtstermijn    | Ambtstermijn    | Partij(en)    | Verkiezing(en) |
| --- | ---------------------------------------- | ---------------------------------------- | ---------------------------------------- | --------------- | --------------- | ------------- | -------------- |
| 1   |                                          | Bill Egan                                | Bill Egan (1914–1984)                    | 3 januari 1959  | 5 december 1966 | D             | 1958           |
| 1   | 1962                                     | Bill Egan                                | Bill Egan (1914–1984)                    | 3 januari 1959  | 5 december 1966 | D             |                |
| 2   |                                          | Wally Hickel                             | Wally Hickel (1919–2010)                 | 5 december 1966 | 20 januari 1969 | R             | 1966           |
| 3   |                                          | Keith Miller                             | Keith Miller (1925–2019)                 | 20 januari 1969 | 7 december 1970 | R             | 1966           |
| (1) |                                          | Bill Egan                                | Bill Egan (1914–1984)                    | 7 december 1970 | 2 december 1974 | D             | 1970           |
| 4   |                                          | Jay Hammond                              | Jay Hammond (1922–2005)                  | 2 december 1974 | 6 december 1982 | R             | 1974           |
| 4   | 1978                                     | Jay Hammond                              | Jay Hammond (1922–2005)                  | 2 december 1974 | 6 december 1982 | R             |                |
| 5   |                                          | Bill Sheffield                           | Bill Sheffield (1928–2022)               | 6 december 1982 | 1 december 1986 | D             | 1982           |
| 6   |                                          | Steve Cowper                             | Steve Cowper (1938)                      | 1 december 1986 | 3 december 1990 | D             | 1986           |
| (2) |                                          | Wally Hickel                             | Wally Hickel (1919–2010)                 | 3 december 1990 | 5 december 1994 | AIP (1990–94) | 1990           |
| (2) | R (1994)                                 | Wally Hickel                             | Wally Hickel (1919–2010)                 | 3 december 1990 | 5 december 1994 |               | 1990           |
| 7   |                                          | Tony Knowles                             | Tony Knowles (1943)                      | 5 december 1994 | 2 december 2002 | D             | 1994           |
| 7   | 1998                                     | Tony Knowles                             | Tony Knowles (1943)                      | 5 december 1994 | 2 december 2002 | D             |                |
| 8   |                                          | Frank Murkowski                          | Frank Murkowski (1933)                   | 2 december 2002 | 4 december 2006 | R             | 2002           |
| 9   |                                          | Sarah Palin                              | Sarah Palin (1964)                       | 4 december 2006 | 26 juli 2009    | R             | 2006           |
| 10  |                                          | Sean Parnell                             | Sean Parnell (1962)                      | 26 juli 2009    | 1 december 2014 | R             | 2006           |
| 10  | 2010                                     | Sean Parnell                             | Sean Parnell (1962)                      | 26 juli 2009    | 1 december 2014 | R             |                |
| 11  |                                          | Bill Walker                              | Bill Walker (1951)                       | 1 december 2014 | 3 december 2018 | O             | 2014           |
| 12  |                                          | Mike Dunleavy                            | Mike Dunleavy (1961)                     | 3 december 2018 | heden           | R             | 2018           |
| 12  | 2022                                     | Mike Dunleavy                            | Mike Dunleavy (1961)                     | 3 december 2018 | heden           | R             |                |

- Terugkerende gouverneurs van Alaska krijgen in de officiële nummering geen nieuw nummer.

(D): Democraat · (R): Republikein · (O): Onafhankelijk